# Бонрепос-і-Мірамбель
Бонрепос-і-Мірамбель (валенс. Bonrepòs i Mirambell (офіційна назва), ісп. Bonrepós y Mirambell) — муніципалітет в Іспанії, у складі автономної спільноти Валенсія, у провінції Валенсія. Населення — 3434 особи (2010).

## Географія
Муніципалітет розташований на відстані близько 260 км на схід від Мадрида, 43 км на захід від Валенсії.

## Демографія
Динаміка населення (INE ):

## Галерея зображень

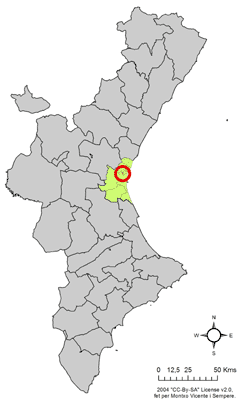
Розташування муніципалітету у автономній спільноті Валенсія
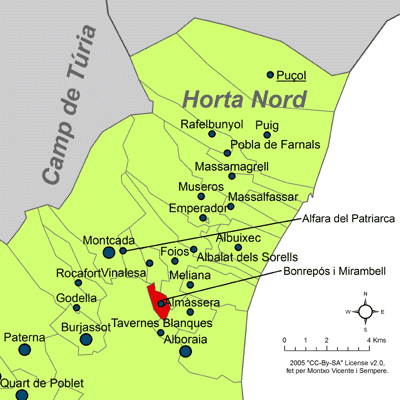
Розташування муніципалітету Бонрепос-і-Мірамбель у комарці Уерта-Норте
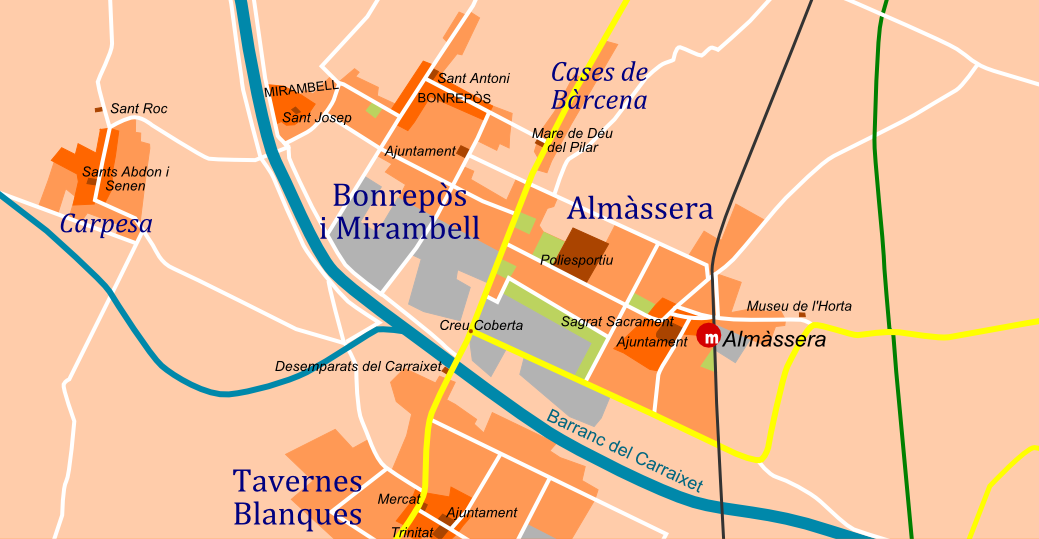
План міської агломерації Альмасера-Бонрепос-Мірамбель
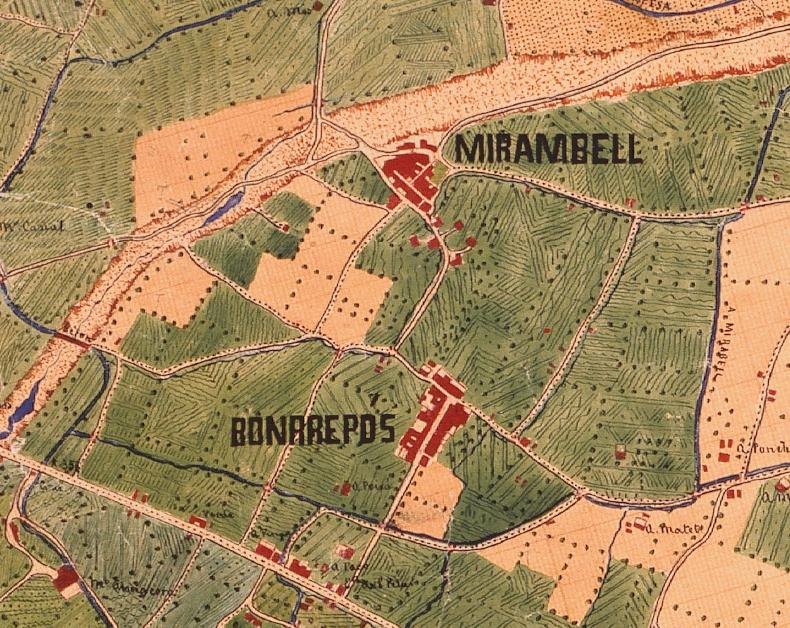
Бонрепос-і-Мірамбель у 1883 році
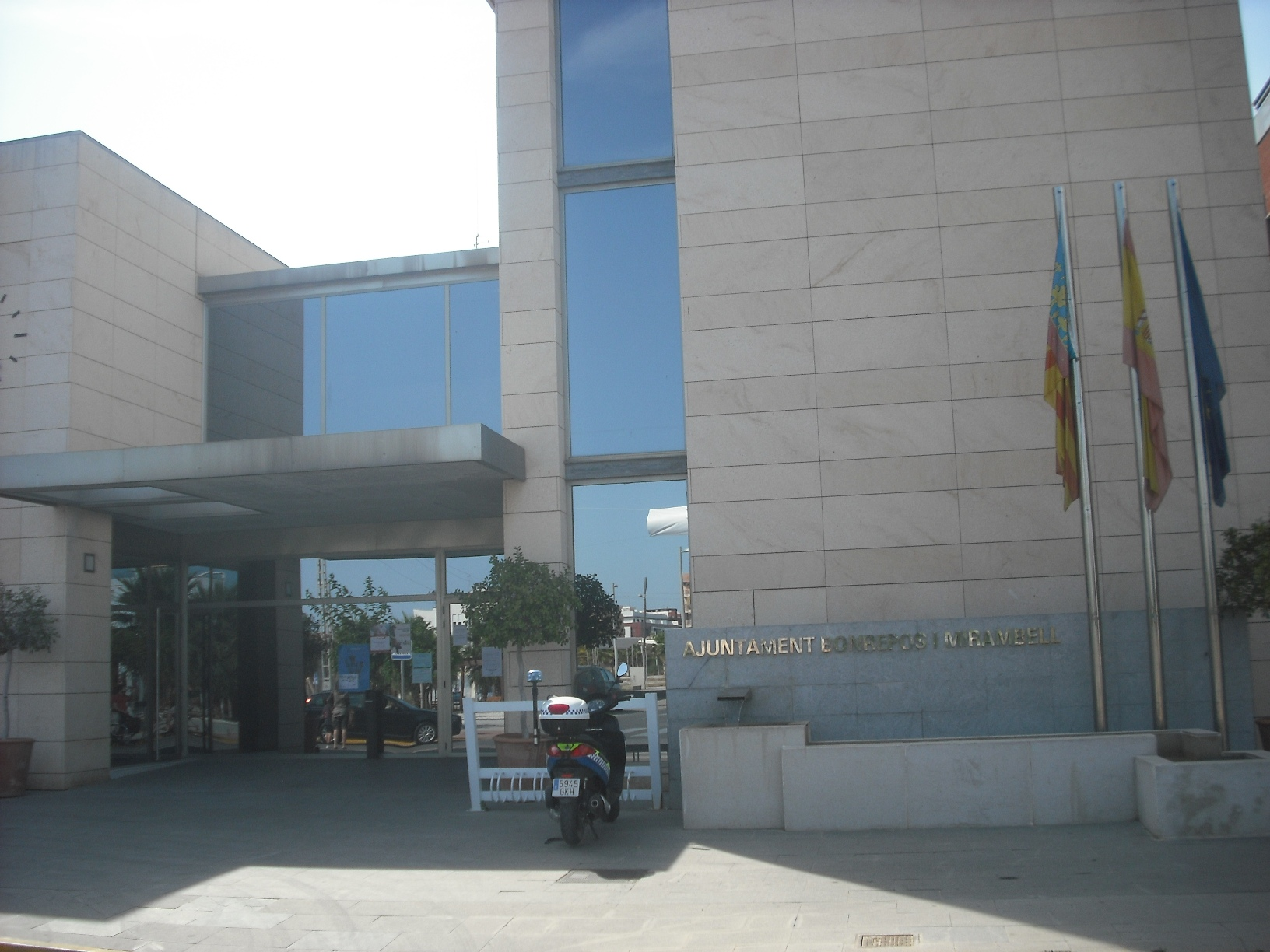
Муніципальна рада
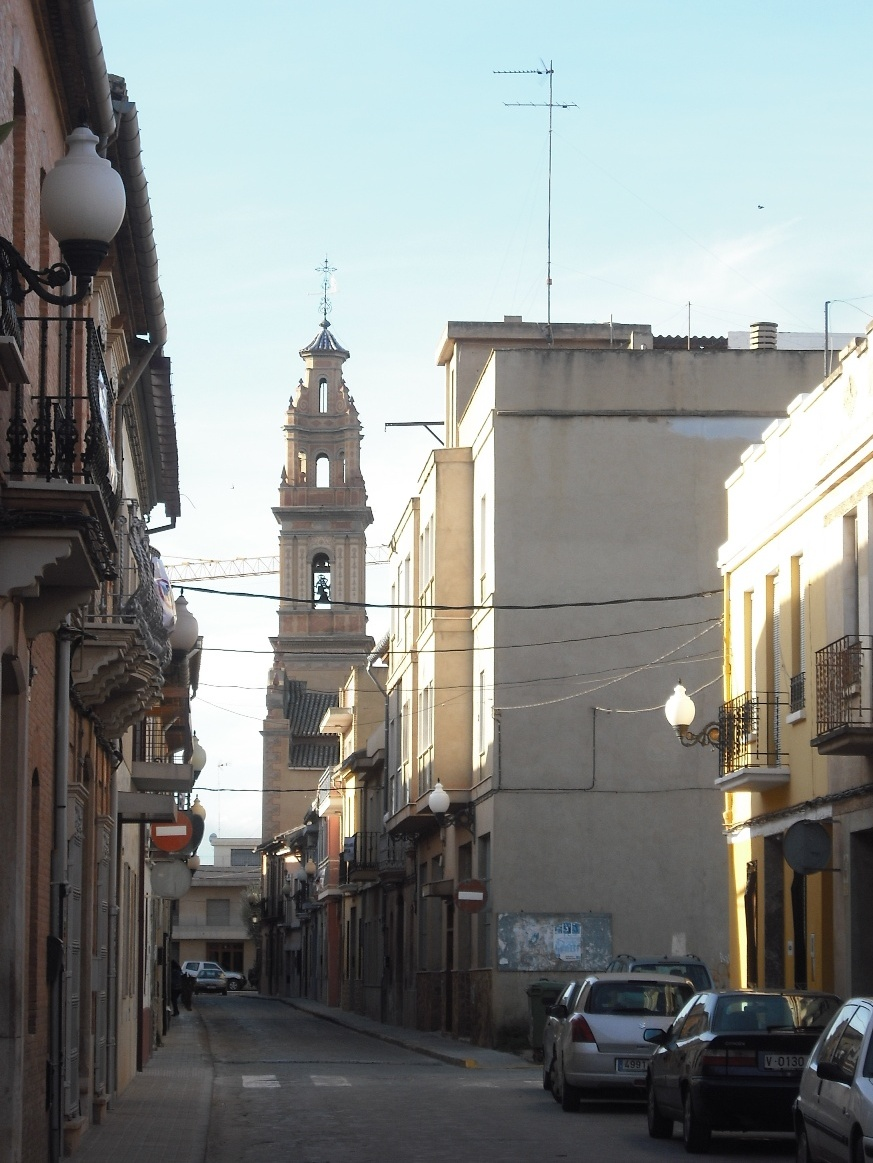
Церква
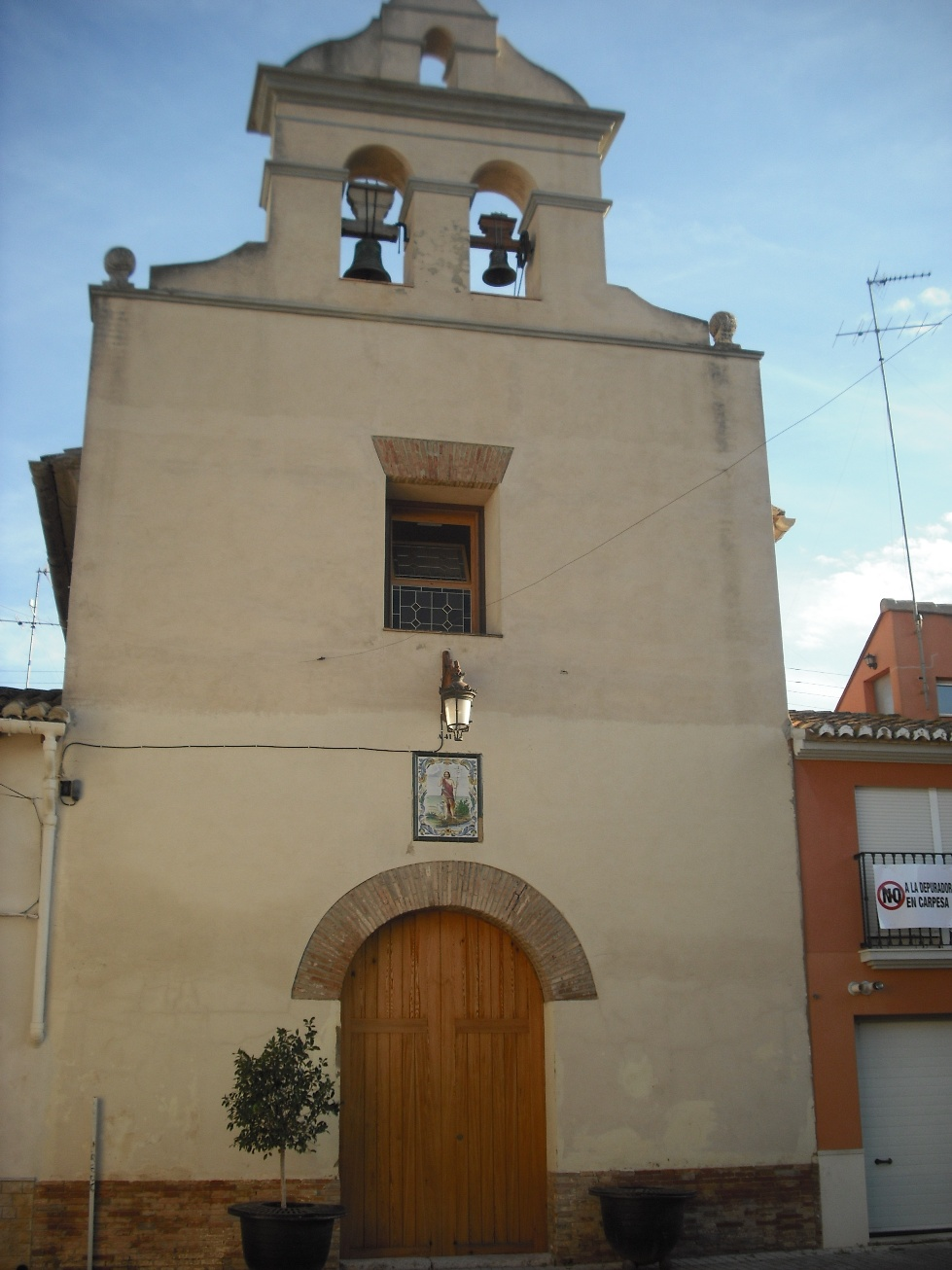
Каплиця Сан-Хуан, Мірамбель